# Lai Châu (thành phố)
Lai Châu là thành phố tỉnh lỵ cũ của tỉnh Lai Châu, Việt Nam.
Thành phố Lai Châu nằm ở phía đông tỉnh Lai Châu, là thành phố trực thuộc tỉnh có dân số ít nhất Việt Nam.

## Địa lý

### Vị trí địa lý
Thành phố Lai Châu có toạ độ địa lý từ 20°20'B đến 20°27'B, 103°20'Đ đến 103°32'Đ, có vị trí địa lý:
- Phía đông và phía nam giáp huyện Tam Đường
- Phía tây giáp huyện Sìn Hồ
- Phía bắc giáp huyện Phong Thổ.

Thành phố cách cửa khẩu Ma Lù Thàng (cửa khẩu quốc gia với nước Cộng hòa Nhân dân Trung Hoa) 50 km, cách thị xã Sa Pa (tỉnh Lào Cai) khoảng 70 km, cách Thủ đô Hà Nội khoảng 397 km (qua thành phố Lào Cai và thị xã Sa Pa).

### Địa hình, địa chất

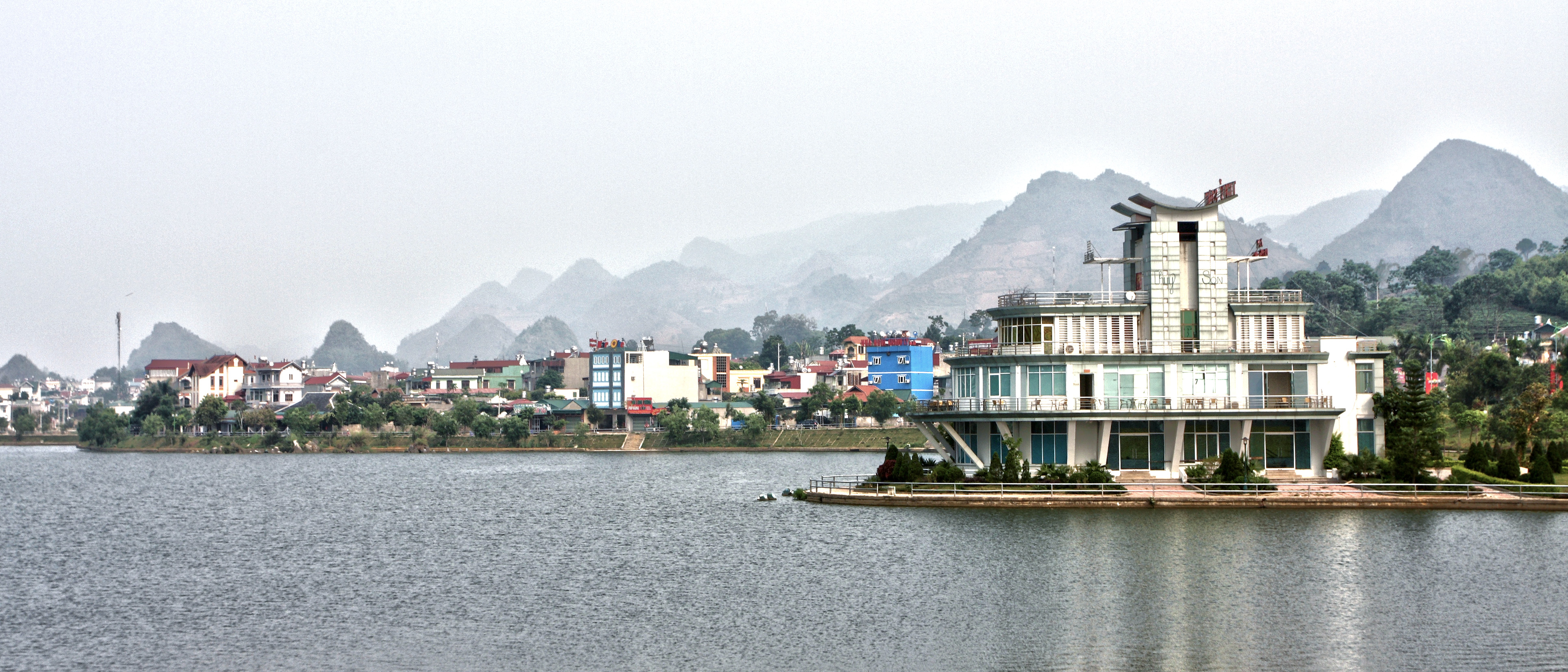
Hồ Thủy Sơn

Thành phố Lai Châu là một cao nguyên đá vôi có độ cao trung bình gần 1.000 m (điểm thấp nhất gần 895 m, điểm cao nhất gần 1.300 m). Đây là trung tâm tỉnh lỵ có độ cao lớn nhất miền Bắc và thứ hai Việt Nam (sau thành phố Đà Lạt, tỉnh Lâm Đồng), chạy dài theo hướng tây bắc xuống đông nam và nằm trong vùng có độ cao lớn nhất cả nước - từ 900 đến trên 2.000 m giữa 2 dãy núi lớn Hoàng Liên Sơn (phía đông) và Pu Sam Cáp (phía tây) dọc theo Quốc lộ 4D. Trong khu vực thành phố Lai Châu và vùng lân cận có nhiều ngọn núi cao từ 1.500 m đến trên 3.000 m, tiêu biểu là đỉnh Bạch Mộc Lương Tử cao 3045m ở phía Bắc và Pu Ta Leng (hay Phu Ta Leng - đỉnh núi cao thứ 2 tại Việt Nam với độ cao 3.096 m. Vào những ngày đẹp trời từ trung tâm thành phố có thể quan sát được khu vực này. Ngoài ra còn rất nhiều đỉn núi cao từ 2000 ~ 3000m.
Địa chất của khu vực thành phố Lai Châu gồm ba tầng đá chính là tầng Vân Nam, tầng Điệp Vân Lục và tầng Điệp Đồng Giao. Trong khu vực thành phố có nhiều hang động karst và các dòng chảy ngầm, thường xảy ra sụt lún, không thuận lợi cho việc xây dựng các công trình cao tầng.

### Khí hậu
Thành phố Lai Châu nằm trong vùng Tây Bắc, tuy nhiên do ảnh hưởng nhiều của địa hình và hoàn lưu khí quyển nên nhiệt độ có những nét khác biệt so với khí hậu vùng Tây Bắc nói chung. Nhiệt độ trung bình năm khoảng 18 °C-19 °C thấp hơn nhiệt độ trung bình của tỉnh Lai Châu (gần 23 °C) và vùng Tây Bắc (khoảng 21 °C-23,5 °C). Vào mùa đông nhiệt độ tương đối thấp nhiều ngày xuống dưới 7 °C, thậm chí dưới 3 °C, nhiệt độ thấp nhất đo được -2 °C (1981). Với lượng mưa khá lớn khoảng 2.600 mm/năm - 2.800 mm/năm, tập trung chủ yếu từ tháng 5 - tháng 8 nên nhiệt độ mùa hè tương đối mát mẻ khoảng 20 °C-29 °C (so với vùng Tây Bắc là 24-35 °C).
| Dữ liệu khí hậu của Lai Châu                                 | Dữ liệu khí hậu của Lai Châu | Dữ liệu khí hậu của Lai Châu | Dữ liệu khí hậu của Lai Châu | Dữ liệu khí hậu của Lai Châu | Dữ liệu khí hậu của Lai Châu | Dữ liệu khí hậu của Lai Châu | Dữ liệu khí hậu của Lai Châu | Dữ liệu khí hậu của Lai Châu | Dữ liệu khí hậu của Lai Châu | Dữ liệu khí hậu của Lai Châu | Dữ liệu khí hậu của Lai Châu | Dữ liệu khí hậu của Lai Châu | Dữ liệu khí hậu của Lai Châu |
| Tháng                                                        | 1                            | 2                            | 3                            | 4                            | 5                            | 6                            | 7                            | 8                            | 9                            | 10                           | 11                           | 12                           | Năm                          |
| ------------------------------------------------------------ | ---------------------------- | ---------------------------- | ---------------------------- | ---------------------------- | ---------------------------- | ---------------------------- | ---------------------------- | ---------------------------- | ---------------------------- | ---------------------------- | ---------------------------- | ---------------------------- | ---------------------------- |
| Cao kỉ lục °C (°F)                                           | 34.3 (93.7)                  | 38.0 (100.4)                 | 39.0 (102.2)                 | 41.0 (105.8)                 | 42.5 (108.5)                 | 39.1 (102.4)                 | 37.5 (99.5)                  | 38.9 (102.0)                 | 38.0 (100.4)                 | 37.0 (98.6)                  | 37.0 (98.6)                  | 34.0 (93.2)                  | 42.5 (108.5)                 |
| Trung bình ngày tối đa °C (°F)                               | 23.4 (74.1)                  | 25.9 (78.6)                  | 29.9 (85.8)                  | 32.4 (90.3)                  | 32.7 (90.9)                  | 31.7 (89.1)                  | 31.3 (88.3)                  | 32.0 (89.6)                  | 31.9 (89.4)                  | 29.9 (85.8)                  | 26.5 (79.7)                  | 23.5 (74.3)                  | 29.3 (84.7)                  |
| Trung bình ngày °C (°F)                                      | 17.0 (62.6)                  | 18.7 (65.7)                  | 21.9 (71.4)                  | 24.8 (76.6)                  | 26.4 (79.5)                  | 26.6 (79.9)                  | 26.5 (79.7)                  | 26.6 (79.9)                  | 25.9 (78.6)                  | 23.9 (75.0)                  | 20.4 (68.7)                  | 17.2 (63.0)                  | 23.0 (73.4)                  |
| Tối thiểu trung bình ngày °C (°F)                            | 13.6 (56.5)                  | 14.5 (58.1)                  | 16.7 (62.1)                  | 20.0 (68.0)                  | 22.5 (72.5)                  | 23.9 (75.0)                  | 23.8 (74.8)                  | 23.7 (74.7)                  | 22.6 (72.7)                  | 20.5 (68.9)                  | 17.1 (62.8)                  | 13.9 (57.0)                  | 19.4 (66.9)                  |
| Thấp kỉ lục °C (°F)                                          | 3.4 (38.1)                   | 7.1 (44.8)                   | 8.1 (46.6)                   | 12.9 (55.2)                  | 14.1 (57.4)                  | 18.2 (64.8)                  | 20.7 (69.3)                  | 19.1 (66.4)                  | 16.4 (61.5)                  | 10.0 (50.0)                  | 7.5 (45.5)                   | 3.6 (38.5)                   | 3.4 (38.1)                   |
| Lượng Giáng thủy trung bình mm (inches)                      | 27 (1.1)                     | 36 (1.4)                     | 60 (2.4)                     | 135 (5.3)                    | 258 (10.2)                   | 438 (17.2)                   | 467 (18.4)                   | 372 (14.6)                   | 146 (5.7)                    | 91 (3.6)                     | 51 (2.0)                     | 25 (1.0)                     | 2.105 (82.9)                 |
| Số ngày giáng thủy trung bình                                | 5.4                          | 5.1                          | 7.4                          | 13.2                         | 19.5                         | 23.8                         | 25.8                         | 22.0                         | 13.0                         | 10.1                         | 6.8                          | 5.7                          | 157.9                        |
| Độ ẩm tương đối trung bình (%)                               | 81.1                         | 76.6                         | 74.7                         | 76.6                         | 80.4                         | 86.2                         | 87.9                         | 86.7                         | 84.5                         | 84.2                         | 84.1                         | 84.0                         | 82.3                         |
| Số giờ nắng trung bình tháng                                 | 131                          | 144                          | 186                          | 200                          | 186                          | 120                          | 123                          | 150                          | 164                          | 153                          | 138                          | 131                          | 1.824                        |
| Nguồn: Vietnam Institute for Building Science and Technology |                              |                              |                              |                              |                              |                              |                              |                              |                              |                              |                              |                              |                              |

## Hành chính
Thành phố Lai Châu có 7 đơn vị hành chính cấp xã, gồm 5 phường: Đoàn Kết, Đông Phong, Quyết Thắng, Quyết Tiến, Tân Phong và 2 xã: San Thàng, Sùng Phài.

## Lịch sử
Vào những năm 1960, địa bàn thành phố Lai Châu hiện nay là các khu dân cư tập trung tại nông trường chè Tam Đường, thuộc về 3 xã: Nậm Loỏng, Sùng Phài và Tam Đường của huyện Phong Thổ vào lúc bấy giờ. Ngày 19 tháng 3 năm 1969, Bộ Nội vụ ra Quyết định số 143/NV, thành lập thị trấn nông trường Tam Đường thuộc huyện Phong Thổ.
Sau chiến tranh biên giới năm 1979, huyện lỵ huyện Phong Thổ chuyển từ Mường So về khu vực này.
Ngày 26 tháng 5 năm 1997, Chính phủ ban hành Nghị định 52-CP, giải thể thị trấn nông trường Tam Đường. Đồng thời, chính thức xác lập vị trí mới của thị trấn Phong Thổ tại khu vực hai xã Nậm Loỏng và Tam Đường, còn khu vực thị trấn huyện lỵ cũ được giao cho xã Mường So quản lý.
Ngày 14 tháng 1 năm 2002, Chính phủ ban hành Nghị định số 08/2002/NĐ-CP chia huyện Phong Thổ thành hai huyện Phong Thổ và Tam Đường. Theo đó, thị trấn Phong Thổ và 3 xã: Nậm Loỏng, Sùng Phài, Tam Đường chuyển sang trực thuộc huyện Tam Đường.
Ngày 26 tháng 11 năm 2003, Quốc hội ban hành Nghị quyết số 22/2003/QH11 chia tỉnh Lai Châu cũ thành hai tỉnh Lai Châu và Điện Biên, huyện Tam Đường thuộc tỉnh Lai Châu mới. Đồng thời, tỉnh lỵ mới tỉnh Lai Châu đặt tại thị trấn Phong Thổ thuộc huyện Tam Đường.
Ngày 10 tháng 10 năm 2004, Chính phủ ban hành Nghị định 176/2004/NĐ-CP. Theo đó:
- Thành lập thị xã Lai Châu trên cơ sở toàn bộ diện tích và dân số của thị trấn Phong Thổ, 2 xã: Nậm Loỏng, Tam Đường và một phần xã Sùng Phài thuộc huyện Tam Đường
- Thành lập 3 phường Đoàn Kết, Quyết Thắng, Tân Phong trên cơ sở giải thể thị trấn Phong Thổ và điều chỉnh địa giới hành chính của 2 xã Nậm Loỏng, Sùng Phài.
- Điều chỉnh một phần diện tích tự nhiên và quy mô dân số của xã Sùng Phài về xã Nậm Loỏng.
- Đổi tên xã Tam Đường thành xã San Thàng.

Sau khi thành lập, thị xã Lai Châu có 7.083 ha diện tích tự nhiên và 18.089 người với 5 đơn vị hành chính trực thuộc, gồm 3 phường: Đoàn Kết, Quyết Thắng, Tân Phong và 2 xã: Nậm Loỏng, San Thàng.
Lúc này, thị xã Lai Châu (trừ phường Lê Lợi) của tỉnh Điện Biên được đổi tên thành thị xã Mường Lay vào năm 2005.
Ngày 2 tháng 12 năm 2012, Chính phủ ban hành Nghị quyết 71/NQ-CP. Theo đó:
- Thành lập phường Đông Phong trên cơ sở điều chỉnh một phần diện tích tự nhiên và quy mô dân số của phường Tân Phong và xã San Thàng
- Chia phường Quyết Thắng thành 2 phường: Quyết Thắng, Quyết Tiến.

Thị xã Lai Châu có 5 phường và 2 xã trực thuộc.
Ngày 1 tháng 2 năm 2013, thị xã Lai Châu được công nhận là đô thị loại III.
Ngày 27 tháng 12 năm 2013, Chính phủ ban hành Nghị quyết số 131/NQ-CP thành lập thành phố Lai Châu trên cơ sở toàn bộ 7.077,44 ha diện tích tự nhiên và 52.557 người của thị xã Lai Châu.
Ngày 10 tháng 1 năm 2020, Ủy ban Thường vụ Quốc hội ban hành Nghị quyết số 866/NQ-UBTVQH14 về việc sắp xếp các đơn vị hành chính cấp huyện, cấp xã thuộc tỉnh Lai Châu (nghị quyết có hiệu lực từ ngày 1 tháng 2 năm 2020). Theo đó:
- Chuyển xã Sùng Phài thuộc huyện Tam Đường về thành phố Lai Châu quản lý
- Sáp nhập xã Nậm Loỏng vào xã Sùng Phài.

Sau khi điều chỉnh, thành phố Lai Châu có diện tích 92,37 km², dân số là 42.973 người với 7 đơn vị hành chính trực thuộc, gồm 5 phường và 2 xã như hiện nay.